# Mạc (họ)
Mạc là một họ của người, có ở các quốc gia Á Đông như Trung Quốc, Việt Nam,... Riêng ở Việt Nam, có cả một triều đại phong kiến do những ông vua mang họ này trị vì, đó là nhà Mạc. Ngoài ra, trong lịch sử Việt Nam, còn có một gia tộc họ Mạc ở Hà Tiên gốc Hoa, mà người đầu tiên là Mạc Cửu, có công cai quản và khai khẩn Miền Tây Nam Bộ Việt Nam, rồi dâng đất này cho triều đại phong kiến Việt Nam đương thời là chúa Nguyễn, làm cho lãnh thổ Việt Nam được mở rộng tới vùng cực Nam Việt Nam ngày nay (xem bài Nam tiến).

## Họ Mạc Việt Nam

### Dòng họ Mạc gốc xứ Đông (trấn Hải Dương)
Họ Mạc gốc xứ Đông (còn được gọi là xứ Hải Đông hay trấn Hải Dương) là chi phái họ Mạc có nhiều ảnh hưởng nhất trong lịch sử Việt Nam cho tới nay. Xứ Đông nhắc đến ở đây là một tiểu vùng văn hóa cổ mà vành đai trung tâm nằm trong hai tỉnh thành Hải Dương và Hải Phòng ngày nay, ngoài ra cũng bao gồm một phần của Hưng Yên và Quảng Ninh. Dòng họ này bắt đầu nổi danh từ thời Lý-Trần (1009–1400) về đường văn cử khoa bảng rồi vươn tới đỉnh cao quyền lực bằng đường binh nghiệp võ cử vào cuối thời Lê sơ. Nhiều người nổi danh trong lịch sử Việt Nam thời cận và hiện đại là hậu duệ của các chi phái họ Mạc xứ Đông đã buộc phải đổi sang các họ khác sau biến loạn cuối thời nhà Mạc đóng đô ở Thăng Long. Hầu hết các chi họ này (chẳng hạn một số chi họ Hoàng/Huỳnh, họ Phan, họ Phạm) vẫn duy trì được cây gia phả của tổ tiên từ đời Mạc. Một vài nhân vật lịch sử nổi bật trong số chi họ gốc Mạc xứ Đông này có thể kể ra như Hoàng Diệu, Phan Đăng Lưu, Phạm Hồng Thái.

#### Trước thời Lê sơ
Dòng họ này khởi phát từ làng Long Động, xã Nam Tân, huyện Nam Sách, tỉnh Hải Dương, gồm: 
- Mạc Hiển Tích (Tk.11), đỗ đầu tại khoa thi năm Quảng Hựu thứ 2 (Bính Dần, 1086) thời vua Lý Nhân Tông[1].
- Mạc Kiến Quang
- Mạc Đĩnh Chi (1280-1346), đỗ Trạng nguyên năm Hưng Long thứ 12 (1304) đời vua Trần Anh Tông, hậu duệ của Mạc Hiển Tích, người làng Lũng Động, huyện Chí Linh, tỉnh Hải Dương.

Ngoài ra trong lịch sử còn có người họ Mạc là Mạc Thiết (?-1407): tướng Nhà Hồ, tham gia chống lại quân Minh.

#### Từ thời Lê sơ trở về sau
Theo Đại Việt thông sử của Lê Quý Đôn, Mạc Đĩnh Chi sinh ra Mạc Dao làm quan tư hình đại phu, Mạc Dao sinh bốn con là Mạc Địch, Mạc Thoan, Mạc Thúy, Mạc Viễn, người nào cũng có tài năng, sức lựcMạc Thúy, Mạc Viễn, Mạc Địch, những người đã theo hàng nhà Minh, dâng địa đồ cho Trương Phụ, được nhà Minh phong tước. Nhờ lập công, Mạc Thúy được nhà Minh phong làm Tham chính ở ty Bố Chính thuộc Giao Chỉ; anh ông là Mạc Địch được phong làm Chỉ huy sứ, em ông là Mạc Viễn được phong làm Diêm thiết sứ. Vua Trung Quốc là Minh Thành Tổ Chu Đệ quà thưởng bằng bạc, tiền giấy và lụa cho Mạc Thúy, còn đặc biệt tặng nhóm bầy tôi mới một bài thơ do vua sáng tác. Vinh dự cho họ Mạc như thế là tột đỉnh theo quan niệm Trung Hoa.
- Nhà Mạc, mà người khởi lập là Mạc Đăng Dung (Mạc Thái Tổ) quê ở làng Cổ Trai, huyện Nghi Dương trấn Hải Dương (nay là huyện Kiến Thụy, thành phố Hải Phòng), nhưng quê gốc từ làng Long Động huyện Nam Sách tỉnh Hải Dương, là cháu 7 đời của Mạc Đĩnh Chi. Mùa xuân kỉ tỵ năm Quang Thuận 1469 do tiến sỹ võ Mạc Đăng Hùng có võ nghệ siêu quần lại giỏi đá cầu. Vì đá Cầu mua vui trên Sông Cầu cho Vua Lê Thánh Tông không may Cầu rơi vào thuyền rồng nơi Vua Ngự xem nên khép phạm tội chém, cả Gia đình phải chạy lánh nạn xuống làng Cổ trai huyện Nghi Dương nay là Kiến thụy Hải phòng) để lánh nạn trong đó có cha là Mạc Hịch bố Mạc Đăng Dung và chú là Mạc Đăng Trắc cha Mạc Đăng Lượng và Mạc Đăng Tuấn sau Trấn thủ Nghệ An. Việc đổi họ thay tên như Mạc Đăng Lượng sang Hoàng Đăng Quang đều có nghĩa là Đèn tỏa sáng, từ họ Mạc sang họ Hoàng liên quan tước Hoàng Quận công được Mạc Thái Tổ phong đều có ý sâu xa cả.[cần dẫn nguồn]
- Mạc Cảnh Huống, dòng dõi nhà Mạc, là con Mạc Đăng Doanh (Mạc Thái Tông), và là em Mạc Kính Điển, nhưng theo Nguyễn Hoàng vào Nam, trở thành công thần khai quốc của chúa Nguyễn (xem thêm Nguyễn Phúc Lan).
- Mạc Thị Giai, sau đổi thành Nguyễn Thị Giai, con gái Mạc Kính Điển. Nhà Mạc diệt vong, bà lưu lạc vào Nam và trở thành Vương phi của Đàng Trong, vợ chúa Sãi Nguyễn Phúc Nguyên, mẹ đẻ của chúa Thượng Nguyễn Phúc Lan

#### Một số chi họ có tổ tiên gốc từ họ Mạc xứ Đông đổi sang
Sau khi họ nhà Mạc bị lật đổ, con cháu nhà Mạc bị phong trào phù Lê diệt Mạc bức hại, khiến rất nhiều người bị giết. Một số trốn thoát được sợ bị trả thù nên đã thay tên đổi họ, mượn họ khác để tồn tại và ly tán ra nhiều miền của đất nước từ bắc chí nam.
Trong quá trình này, người họ Mạc đã đổi sang các họ như: 
họ Bế,
họ Bùi Thái,
họ Cao Thái, 
họ Đặng,
họ Đào,
họ Hà, họ Khoa, 
họ Hoàng, họ Hoàng Trần, họ Hoàng Thế
họ Hồ Đăng,
họ Hứa,
họ Lê, họ Lê Đăng
họ Lều,
họ Ma,
họ Màn,
họ Ngô, 
họ Nguyễn, họ Nguyễn Doãn, họ Nguyễn Đăng, họ Nguyễn Trọng, 
họ Phạm, 
họ Phan, họ Phan Đăng,
họ Phương,
họ Thạch, 
họ Thái (phái hệ thế tử Mạc Đăng Bình),
họ Tô Duy,
họ Trần,
họ Trừ,
họ Vũ
Những nhân vật lịch sử có tổ tiên vốn gốc họ Mạc ở xứ Đông trước khi buộc phải đổi họ vì những lý do khác nhau, đặc biệt kể từ thời kỳ nhà Mạc đánh mất chỗ đứng quyền lực tại Thăng Long (1592): 
• Hoàng Minh Giám
- Đốc Tít
- Hoàng Diệu
- Lê Hồng Sơn
- Phan Đăng Lưu
- Phạm Hồng Thái
- Phạm Kiệt
- Phạm Thị Trinh

### Dòng họ Mạc gốc Hà Tiên (Kiên Giang)
Khác với các nhân vật họ Mạc gốc xứ Đông tại Việt Nam, dòng họ Mạc (gốc Quảng Đông, thuộc miền Hoa Nam) ở Hà Tiên được viết bằng chữ Mạc (莫) thông thường và thêm bộ ấp vào (鄚)
- Mạc Cửu hay Mạc Kính Cửu (1655-1735), có công khai phá vùng đất Hà Tiên (Kiên Giang ngày nay) ở Việt Nam.
- Mạc Thiên Tứ (1718-1780), con Mạc Cửu, nối nghiệp cha mở mang đất Hà Tiên, được chúa Nguyễn Phúc Trú phong chức Tổng binh Đại đô đốc.
- Mạc Tử Sanh

## Họ Mạc Trung Quốc
Tại Trung Quốc, họ Mạc (莫) là một họ tương đối hiếm tại Trung Quốc. Thống kê năm 2004 cho biết có khoảng 15.400.000 người mang họ này tại Trung Quốc đại lục. Trong Bách gia tính, họ Mạc xếp thứ 168.

### Nhân vật nổi tiếng
- Mạc Cửu quê ở bán đảo Lôi Châu tỉnh Quảng Đông Trung Quốc, sinh ra vào đầu triều nhà Thanh, không muốn sống dưới triều đại nhà Thanh, (khi triều đại này tiêu diệt nhà Minh nhưng chưa thu phục được lòng dân Quảng Đông), đã sang Hà Tiên khi ấy thuộc Chân Lạp định cư.
- Mạc Văn Úy